# Aleksander Michał Sapieha
Pour les articles homonymes, voir Aleksander Sapieha et Sapieha.
Aleksander Michał Paweł Sapieha (né le 12 septembre 1730, mort le 28 mai 1793), membre de la famille Sapieha, voïvode de Polotsk, hetman de Lituanie, grand chancelier de Lituanie, trésorier de Lituanie (pl), maréchal de la Confédération de Targowica.

## Biographie
Aleksander Sapieha est le fils de Kazimierz Leon Sapieha et de Karolina Teresa Radziwiłł.

## Mariage et descendance
En 1756, Aleksander Sapieha épouse Magdalena Agnieszka Lubomirska. Ils ont pour enfants:
- Kazimierz Michał Sapieha (1757-1758)
- Anna Teofila Sapieha (1758-1813), épouse de Seweryn Potocki (pl) puis de Hieronim Janusz Sanguszko
- Karolina Sapieha (1759-1814), épouse de Teodor Potocki (pl) puis de Stanisław Sołtyk (pl)
- Marianna Katarzyna Sapieha (1760-?)
- Amelia Emilia Sapieha (1762-1835), épouse de Franciszek Jelski
- Franciszek Sapieha (1772-1829), général d'artillerie

## Sources
- Notices d'autorité :   - VIAF
  - ISNI
  - Pologne
  - NUKAT

- (en) Cet article est partiellement ou en totalité issu de l’article de Wikipédia en anglais intitulé « Aleksander Michał Sapieha » (voir la liste des auteurs).

- (pl) Cet article est partiellement ou en totalité issu de l’article de Wikipédia en polonais intitulé « Aleksander Michał Sapieha » (voir la liste des auteurs).